# ヤニック・ノア
ヤニック・ノア（Yannick Noah, 1960年5月18日 - ）は、フランス・スダン出身の歌手で、元男子プロテニス選手。自己最高ランキングはシングルス3位、ダブルス1位。ATPツアーでシングルス23勝、ダブルス16勝を挙げた。身長193cm、体重81kg、右利き。
1983年の全仏オープン男子シングルス優勝者で、フランス人の男子選手としては現時点で最後のグランドスラム大会シングルス優勝者である。
サービス・アンド・ボレーのプレースタイルを得意とした選手で、華麗なパフォーマンスで高い人気を持っていた。
2015年9月よりデビスカップフランス代表監督に就任。

## 選手経歴
ヤニック・ノアの父親はカメルーン出身で、フランスのCSスダン・アルデンヌで活躍していた元プロサッカー選手であり、母親はフランス人であった。父親は試合中の怪我によりサッカー選手を引退してカメルーンに帰国したため、ヤニックもカメルーンで育った。ヤニックが11歳の時、黒人テニス選手の先駆者として活躍したアーサー・アッシュがカメルーンを訪問した際、ヤニックの非凡な才能を見出し、アーサー・アッシュの全面支援の元で、南フランスのニースでテニス選手としてのキャリアをスタートさせた。子供の頃からジミ・ヘンドリックスなどの音楽に憧れたが、職業はテニス選手の道を選び、1980年にプロ入りする。1983年の全仏オープン決勝で、ノアは大会2連覇を狙ったスウェーデンのマッツ・ビランデルを 6-2, 7-5, 7-6 で破り、地元の大会で1946年のマルセル・ベルナール（1914年 - 1994年）以来37年ぶりのフランス人男子シングルス優勝者に輝いた。これを最後に、フランス人の男子テニス選手は4大大会のシングルス・タイトルを獲得できない状態が続いている。
1991年に現役を引退し、男子国別対抗戦・デビスカップや女子国別対抗戦・フェドカップの監督として、フランス・チームを優勝に導いた。デ杯の優勝は1991年・1996年の2度達成し、フェド杯も1997年に初優勝を実現させている。2005年7月9日に国際テニス殿堂入りを果たした。現在はもうひとつの
夢であった歌手として世界的に活動している。また、自身の名を冠した基金を設立し、テニスを通じた若者への慈善事業も行っている。これは自らもまた、アーサー・アッシュの力添えで成長したことに拠るものである。
ヤニック・ノアはこれまでに2度結婚している。最初の夫人は1978年のミス・ユニバースのスウェーデン代表で、モデルとして活躍後に彫刻家に転向したセシリア・ロディ。なお彼女との間に生まれた子供の1人がNBAバスケットボールのシカゴ・ブルズに所属するジョアキム・ノアである。ジョアキムはNCAAトーナメントで、フロリダ大の中心選手として2連覇を達成した後、シカゴ・ブルズに入団した。また2番目の夫人は1980年代から1990年代初頭にかけて、スーパーモデルとして人気を博したイギリス出身のヘザー・スチュワート・ホワイトである。そして現在は音楽関係のビジネスに携わるイザベラ・カムズと暮らしている。

## 4大大会シングルス成績
略語の説明
| W | F | SF | QF | #R | RR | Q# | LQ | A | Z# | PO | G | S | B | NMS | P | NH |

W=優勝, F=準優勝, SF=ベスト4, QF=ベスト8, #R=#回戦敗退, RR=ラウンドロビン敗退, Q#=予選#回戦敗退, LQ=予選敗退, A=大会不参加, Z#=デビスカップ/BJKカップ地域ゾーン, PO=デビスカップ/BJKカッププレーオフ, G=オリンピック金メダル, S=オリンピック銀メダル, B=オリンピック銅メダル, NMS=マスターズシリーズから降格, P=開催延期, NH=開催なし.
| 大会           | 1977 | 1978 | 1979 | 1980 | 1981 | 1982 | 1983 | 1984 | 1985 | 1986 | 1987 | 1988 | 1989 | 1990 | SR     | W–L   | Win % |
| -------------- | ---- | ---- | ---- | ---- | ---- | ---- | ---- | ---- | ---- | ---- | ---- | ---- | ---- | ---- | ------ | ----- | ----- |
| 全豪オープン   | A/A  | 1R   | A    | 1R   | A    | A    | A    | A    | A    | NH   | QF   | 4R   | 1R   | SF   | 0 / 6  | 11–6  | 64.71 |
| 全仏オープン   | 1R   | 3R   | 2R   | 4R   | QF   | QF   | W    | QF   | 4R   | 4R   | QF   | 4R   | 1R   | 3R   | 1 / 14 | 40–13 | 75.47 |
| ウィンブルドン | A    | 2R   | 3R   | A    | 1R   | A    | A    | A    | 3R   | A    | 2R   | A    | A    | 1R   | 0 / 6  | 6–6   | 50.00 |
| 全米オープン   | A    | 1R   | 4R   | 4R   | 4R   | 4R   | QF   | A    | QF   | 3R   | A    | 2R   | QF   | 2R   | 0 / 11 | 28–11 | 71.79 |
| Win–Loss       | 0–1  | 3–4  | 6–3  | 6–3  | 7–3  | 7–2  | 11–1 | 4–1  | 9–3  | 5–2  | 8–3  | 7–3  | 4–3  | 8–4  | 1 / 37 | 85–36 | 70.25 |

## 歌手経歴
1990年からテニスキャリアと並行して歌手としての活動を始め、1998年以降は歌手活動に専念している。処女作である「Saga Africa」はアルバム「Black & What!」に収録され、1991年夏のヒット曲となった。1993年にはアルバム「Urban Tribu」をリリース、収録曲「Get On Back」で成功を収める。その後1998年にアルバム「Zam Zam」をリリースする。歌手デビューからしばらく大ヒット曲を生み出すことはなかったが、2000年にリリースした4枚目のアルバムである「Yannick Noah」が成功を収め、収録曲のひとつである「Simon Papa Tara」がヒット曲となった。さらに2003年リリースの「Pokhara」もヒットし、2006年リリースのアルバム「Charango」は115万枚以上を売り上げた。
2015～2018年の間は活動を休止し、フランス代表チームのデビスカップ及びフェドカップ(現ビリー・ジーン・キング・カップ)の監督を務めていた。2019年「Bonheur Indigo」で復帰し、現在も歌手活動を続けている。

## 慈善活動
ヤニック・ノアは慈善活動にも積極的に取り組んでおり、1988年に母親のマリー・クレールが設立・運営している慈善団体「Enfants de la Terre」を支援している。また、彼は1996年に貧しい地域や郊外に住む恵まれない子供たちのためにテニスを通じて支援する慈善団体「Fête le Mur」を設立している。